# Dzbańce
Dzbańce (niem. Krug, cz. Džbánce) – wieś w Polsce położona w województwie opolskim, w powiecie głubczyckim, w gminie Branice.

## Geografia
Przez Dzbańce przepływa potok Kałuża (niem. Kaluscha), prawy dopływ Troi. Leży na terenie Nadleśnictwa Prudnik (obręb Prudnik).